# Лист-протест 139
Лист-протест 139-ти, Київський лист — громадський лист на ім'я Леоніда Брежнєва, Олексія Косигіна та Миколи Підгорного з вимогою припинити практику протизаконних політичних судових процесів.

## Історія
Після введення радянських військ до Чехословаччини у серпні 1968 року ЦК КПРС прийняв закрите рішення про посилення ідеолого-пропагандистської діяльності, у тому числі доручивши КДБ СРСР посилити роботу проти дисидентського руху. У Кремлі гору брали сталіністи.
В цій обстановці у 1968 році було відправлено громадського листа на ім'я Леоніда Брежнєва, Олексія Косигіна та Миколи Підгорного з вимогою припинити практику протизаконних політичних процесів. Лист було написано у стриманих формулюваннях, обережно та толерантно. У ньому зверталась увага на відхід від рішень ХХ з'їзду КПРС, порушення соціалістичної законності.
Першим стояв підпис Сергія Параджанова — він не брав участі у складанні, але настояв на тому, що має бути першим. Серед підписантів були письменники, художники, авторитетні вчені. Підписи організаторів Цехмістренка, Боднарчука, Заславської, Світличного та Дзюби стояли відповідно на 3, 5, 6, 9 та 11-му місцях…
Листа з підписами було передано адресатам у квітні 1968 року. Для цього Ірина Заславська та Михайло Білецький поїхали до Москви. Ірина Заславська віднесла оригінал листа з підписами до прийомної ЦК, де залишила для відповіді свою домашню адресу. А Білецький відніс примірник Петрові Якіру.
Після невеликої паузи почались адміністративні репресії проти підписантів. По Києву та Україні поширювалися чутки про існування терористичної бандерівської організації, що «скеровується» західними спецслужбами. Одним із провідників цієї організації називалась Алла Горська.
Деякі з осіб, які підписали лист, пізніше під адміністративним тиском відмовилися від своїх підписів та публічно засудили свої дії. Серед них Б. С. Довгань, В. І. Зарецький, А. І. Захарчук, І. С. Литовченко, В. П. Луцак, які у листопаді 1968 року були відновлені у Спілці художників УРСР.

## Підписанти (перші прізвища)
Повний список підписантів див. «Київський лист»
1. Параджанов Сергій Йосипович
2. Корольов А. М., к.ф.-м.н
3. Цехмістренко Юрій В., к.ф.-м.н.[3]
4. Марчук Іван Степанович
5. Боднарчук Віктор Гаврилович, к.ф.-м.н.[4]
6. Заславська Ірина Георгіївна, к.ф.-м.н.[5]
7. Лубченко Андрій Федорович, д.ф.-м.н., лауреат Ленінської премії
8. Дзюб Іван Петрович, к.ф.-м.н.
9. Світличний Іван Олексійович
10. Вишенський Володимир Андрійович
11. Дзюба Іван Михайлович
12. Жадько Іван Павлович, к.ф.-м.н.[6]
13. Грибников Зиновій Самійлович, к.ф.-м.н.[7]
14. Григор'єв М. М., фізик[1]
15. Шаніна Б. Д., фізик
16. Білецький Михайло Іванович, математик
17. Бондар В., к.ф.-м.н.

### Письменники
- Некрасов Віктор Платонович
- Стус Василь Семенович
- Кочур Григорій Порфирович
- Шевчук Валерій Олександрович
- Костенко Ліна Василівна
- Вінграновський Микола Степанович
- Драч Іван Федорович
- Антоненко-Давидович Борис Дмитрович
- Харчук Борис Микитович
- Сверстюк Євген Олександрович
- Сердюк Юрій Олександрович
- Болехівський Олександр

### Художники
- Горська Алла Олександрівна
- Зарецький Віктор Іванович
- Севрук Галина Сильвестрівна
- Кириченко Степан Андрійович
- Семикіна Людмила Миколаївна

### Вчені
- Білецький Андрій Олександрович
- Березанський Юрій Макарович
- Скороход Анатолій Володимирович
- Соколов Юрій Дмитрович
- Ситенко Олексій Григорович
- Брайчевський Михайло Юліанович
- Толпиго Кирило Борисович

### Артисти
- Тамара Калустян